# Os Primos
Os Primos (Le cousins) é um filme francês de 1959, dirigido por Claude Chabrol.

## Sinopse
A história desse filme de Claude Chabrol - um dos criadores da Nouvelle Vague  - gira em torno de dois primos, ambos estudantes universitários em Paris. Charles é de uma pequena cidade francesa e foi enviado por sua mãe para morar com seu primo, Paulo, que tem um apartamento na cidade grande. Embora vivendo juntos, eles não poderiam ser mais diferentes. Charles é direto, sincero, leal, e um pouco ingênuo. Paul é um playboy cosmopolita sofisticado, dispostos a viver o aqui-e-agora da maneira mais prazerosa possível, sem qualquer preocupação ou responsabilidade com os outros, nem consigo mesmo. Charles é sério e dedicado, enquanto que Paul é um hedonista inveterado. Essa dicotomia é enfatizada a cada passo do filme.

## Elenco
- Gérard Blain	 ...	Charles
- Jean-Claude Brialy	 ...	Paul
- Juliette Mayniel	 ...	Florence
- Guy Decomble	 ...	Bookseller
- Geneviève Cluny	 ...	Geneviève
- Michèle Méritz	 ...	Yvonne